# Biopsja

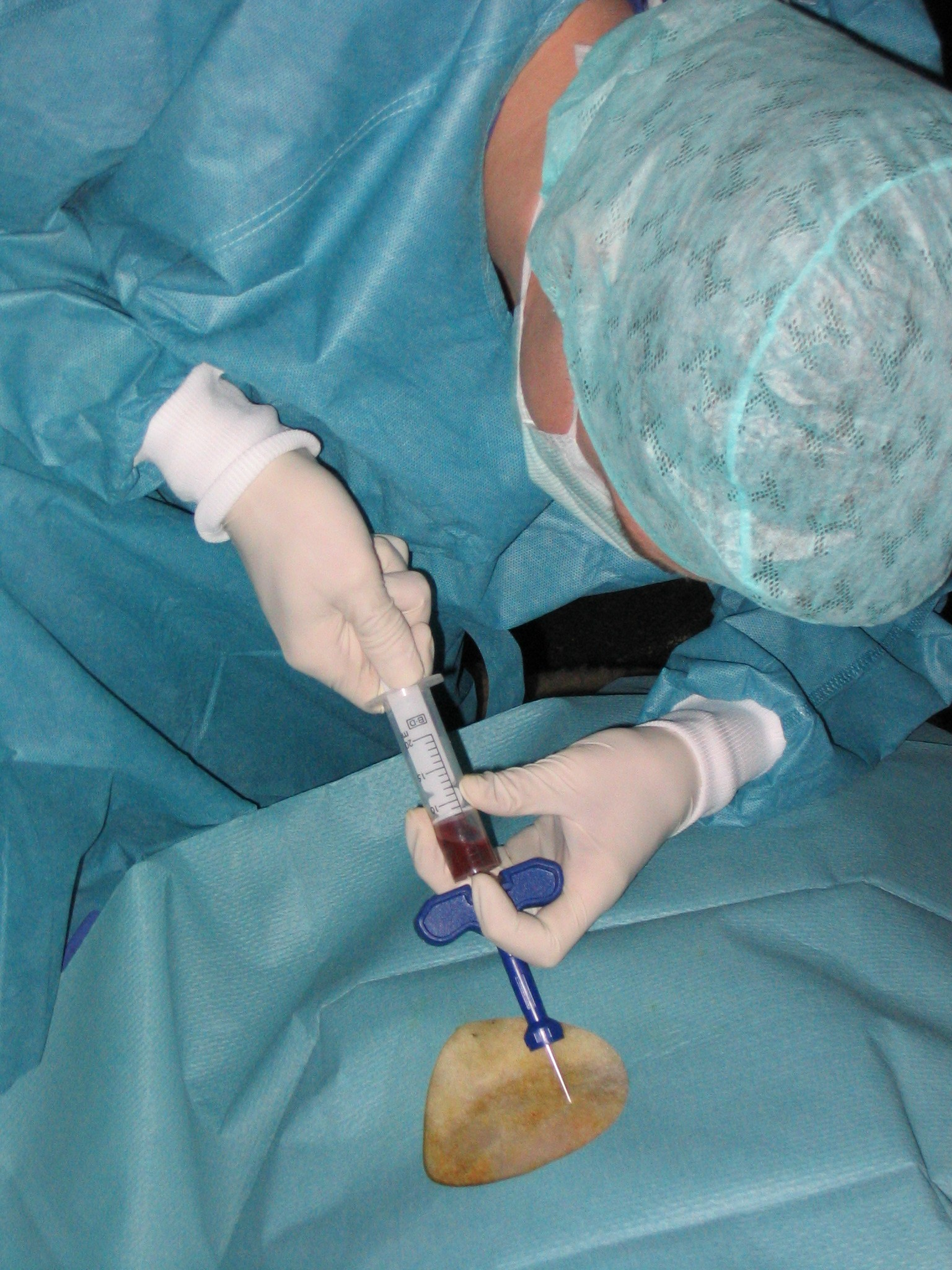
Biopsja szpiku kostnego

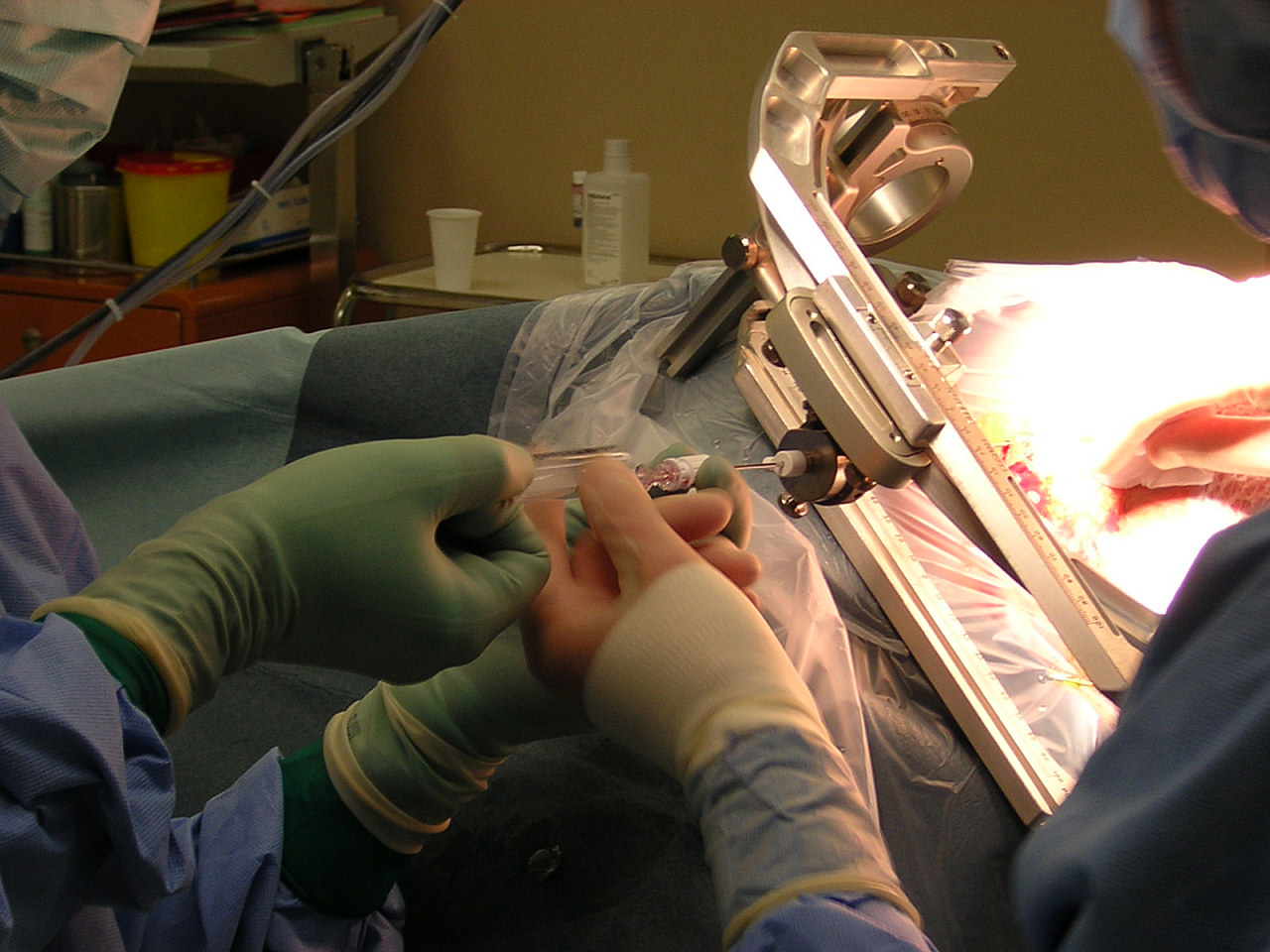
Biopsja mózgu

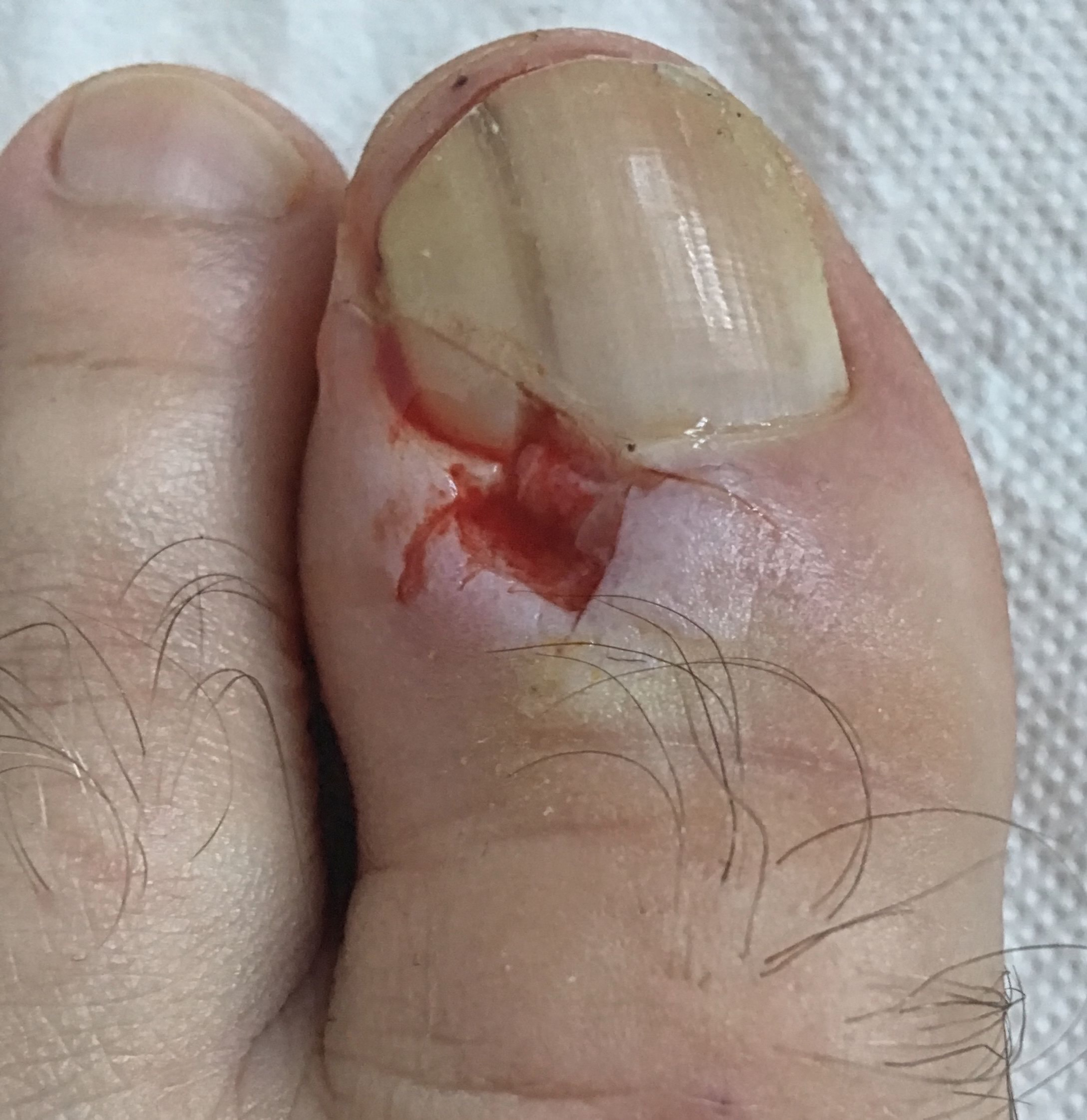
biopsja wycinkowa z wału paznokcia

Biopsja (stgr. βίος bios, życie biologiczne, i stgr. ὄψις opsis, obserwacja, patrzenie) – zabieg diagnostyczny będący inwazyjną metodą pobrania materiału biologicznego z przypuszczalnie zmienionych chorobowo tkanek, który następnie jest oceniany morfologicznie przy użyciu mikroskopu świetlnego (badanie histopatologiczne). Niekiedy materiał pobrany metodami biopsyjnymi (bioptat) jest wykorzystywany do badań innych niż morfologiczne (wirusologicznych, biochemicznych i tym podobnych).

## Rodzaje biopsji
Istnieją następujące metody biopsyjne:
- biopsja aspiracyjna cienkoigłowa (BAC) – badanie cytopatologicznego polegające na pobraniu próbki komórek za pomocą cienkiej igły wprowadzonej do tkanki i przyłożeniu podciśnienia (pociągnięcie tłoka strzykawki podłączonej do igły)
- biopsja aspiracyjna cienkoigłowa celowana (BACC) – biopsja aspiracyjna cienkoigłowa wykonywana pod kontrolą ultrasonograficzną
- biopsja gruboigłowa – polega na wprowadzeniu grubej igły biopsyjnej do tkanki i pobraniu jej walcowego wycinka (uzyskuje się w ten sposób kawałek tkanki lub narządu)
- biopsja wycinająca – polega na usunięciu całej podejrzanej zmiany wraz z pewnym marginesem zdrowej tkanki
- biopsja wycinkowa – polega na chirurgicznym wycięciu fragmentu tkanki chorobowo zmienionej
- biopsja wiertarkowa – stosowana najczęściej w diagnostyce kości i polega na pobraniu specjalnym wiertłem (trepanem) wałeczka zmienionej tkanki
- biopsja rysowa i wyskrobiny – polega na zdrapaniu specjalną łyżeczką pasemka tkankowego w narządzie jamistym (szeroko stosowana w ginekologii do oceny stanu czynnościowego i zmian chorobowych w błonie śluzowej macicy).

Terminem „oligobiopsja” (z gr. ὀλίγος/oligos – skąpy, mały, drobny) określa się rodzaj biopsji wycinkowej i odnosi się ono do niewielkiej ilości pobieranej tkanki, na ogół przy użyciu specjalnego narzędzia (kleszczyków biopsyjnych lub odpowiedniej końcówki endoskopu).
Pierwszy z wymienionych rodzajów materiałów biopsyjnych jest oceniany metodami cytopatologicznymi, pozostałe są materiałem dla badania histopatologicznego. Biopsja wykorzystywana jest najczęściej podczas diagnostyki nowotworów, a także szeregu innych schorzeń.

## Historia
Nazwę biopsia wprowadził w 1879 francuski dermatolog Ernest H. Besnier (1831–1909). Termin ten jest w pewnym sensie przeciwstawny pojęciu autopsja, współcześnie rozumiany jako sekcja zwłok i badanie tkanek martwego organizmu. Biopsja jest pobraniem tkanek z żywego organizmu i została wprowadzona w połowie XIX wieku jako zabieg diagnostyczny, po wcześniejszym opanowaniu przez patologów umiejętności oceny obrazów mikroskopowych tkanek pobieranych od osób zmarłych. W rzeczywistości tkanki obserwowane pod mikroskopem – zarówno te pobrane podczas biopsji, jak i podczas sekcji – są najczęściej tkankami martwymi, sztucznie spreparowanymi dla uwidocznienia ich struktur.
Pierwszą wzmianką o przydatności diagnostycznej badania mikroskopowego patologicznych tkanek (być może przy pomocy lupy) – zwłaszcza „guzów”, „wrzodów” i „próchnicy” – jest wzmianka w pośmiertnie wydanym podręczniku niem. lekarza Michaela Ettmüllera (1644–1683). Jednym z najwcześniejszych dokumentów badania biopsyjnego są ryciny z 1838 autorstwa niemieckiego patologa Johannesa Petera Müllera (1801–1858) ukazujące komórki raka sutka i innych nowotworów. Do 1858 (tj. do zbudowania mikrotomu umożliwiającego skrojenie tkanek na cienkie skrawki) stosowano raczej metody cytologiczne (rozmazy, odciski bądź miażdżenie pobranych tkanek). Ten rodzaj badań biopsyjnych stosowali pionierzy biopsji tacy jak Müller, Alfred Donné (1801–1878) (badania nad cytologią pochwy, wydzielin i płynów ustrojowych), Rudolf Virchow (1821–1902), Hermann Lebert (1813–1878) (autor atlasu z 1845, zawierającego 250 rysunków komórek z różnych patologicznych wydzielin i tkanek), Edward Stanley (1793–1862) (który w 1833 wykonał pierwszą biopsję aspiracyjną guza wątroby, stwierdzając że nie był to rak), sir James Paget (1814–1899) (przedstawił w 1853 serię wykładów o zastosowaniu biopsji aspiracyjnej w rozpoznawaniu guzów). Słynny przypadek z 1887 rozpoznania przez Rudolfa Virchowa w badaniu biopsyjnym raka płaskonabłonkowego krtani (znany jako Kasierkrebs) u następcy tronu, a następnie cesarza Fryderyka III, był oparty na badaniach cytologicznych i skrawkach tkankowych.
Po 1870 badania cytologiczne w biopsji odsunięto na dalszy plan, rozwinięto natomiast szeroko badania biopsyjne skrawków tkankowych (badania histopatologiczne). Wynaleziony wcześniej mikrotom wykorzystano do skrawania bloczków parafinowych. Technologię tę wprowadził w 1869 niemiecko-czeski patolog Theodor Albrecht Edwin Klebs (1834–1913). Ograniczyła ona istotnie wykorzystywanie wcześniejszej metody skrawania zamrażanych tkanek, wynalezionej przez franc. chemik i farmaceuta François Vincenta Raspaila (1794–1878), a wprowadzonej przez niemieckiego patologa Juliusa Friedricha Cohnheima (1839–1884). Jednym z pierwszych, dobrze i bogato ilustrowanym (m.in. przez polskich artystów działających w Paryżu) podręcznikiem histologii i cytologii łączącej obie metody diagnostyki biopsyjnej jest dzieło franc. autorów Victora André Cornila (1837–1908) i Louis-Antoine Ranviera (1835–1922) z 1869. W 1939 K. Rohlm i P. Iversen, a następnie w 1943 J.H. Dible zastosowali biopsję gruboigłową do badania tkanek wątroby w zapaleniu tego narządu.
Ponowne odrodzenie metod cytologicznych wiąże się z nazwiskami rumuńskiego badacza Aurela Babésa oraz amerykańsko-greckiego cytologa Jeojrosa Papanicolau (1883–1962), którzy wprowadzili badanie cytologiczne rozmazów z szyjki macicy. Wykazawszy przydatność metod cytologicznych w diagnostyce klinicznej, rozszerzono jej zakres. Nowoczesną biopsję aspiracyjną cienkoigłową jako metodę cytologiczną diagnostyki klinicznej wprowadzili głównie badacze szwedzcy, a klasyczną pracą z tej dziedziny jest opracowanie autorstwa Nilsa Söderströma, które ukazało się w 1952. Jednak pionierami tej metody w latach trzydziestych XX w. byli amerykańscy patolodzy H.E Martin i E.B. Ellis oraz F.W. Stewart. Również polscy interniści Tadeusz Tempka (1885–1974), Julian Aleksandrowicz (1908–1988) i M. Till (bardziej doceniani jako współtwórcy badania cytologicznego szpiku) oraz badacze urugwajscy, należeli do prekursorów tej metody.